# 스푸어
스푸어(폴란드어: Pokot, 영어: Spoor)는 슬로바키아에서 제작된 아그네츠카 홀란드 감독의 2017년 범죄, 드라마, 미스터리 영화이다. 빅토르 즈보로브스키 등이 주연으로 출연하였다.

## 출연

### 주연
- 빅토르 즈보로브스키
- 야쿱 기에르샬

### 조연
- 미로슬라브 크로보트
- 보리스 스직
- 토마즈 코트
- 안드르제이 그라보우스키
- 카타르지나 헤르만
- 마르친 보사크
- 세바스티안 파브락

## 제작진
- 의상: 카타르지나 레빈스카